# Thereva binotata
Thereva binotata är en tvåvingeart som beskrevs av Friedrich Hermann Loew 1847. Thereva binotata ingår i släktet Thereva och familjen stilettflugor. Inga underarter finns listade i Catalogue of Life.